# Rochefort-sur-la-Côte
Rochefort-sur-la-Côte là một xã thuộc tỉnh Haute-Marne trong vùng Grand Est đông bắc nước Pháp.